# سرزمین سیرنی

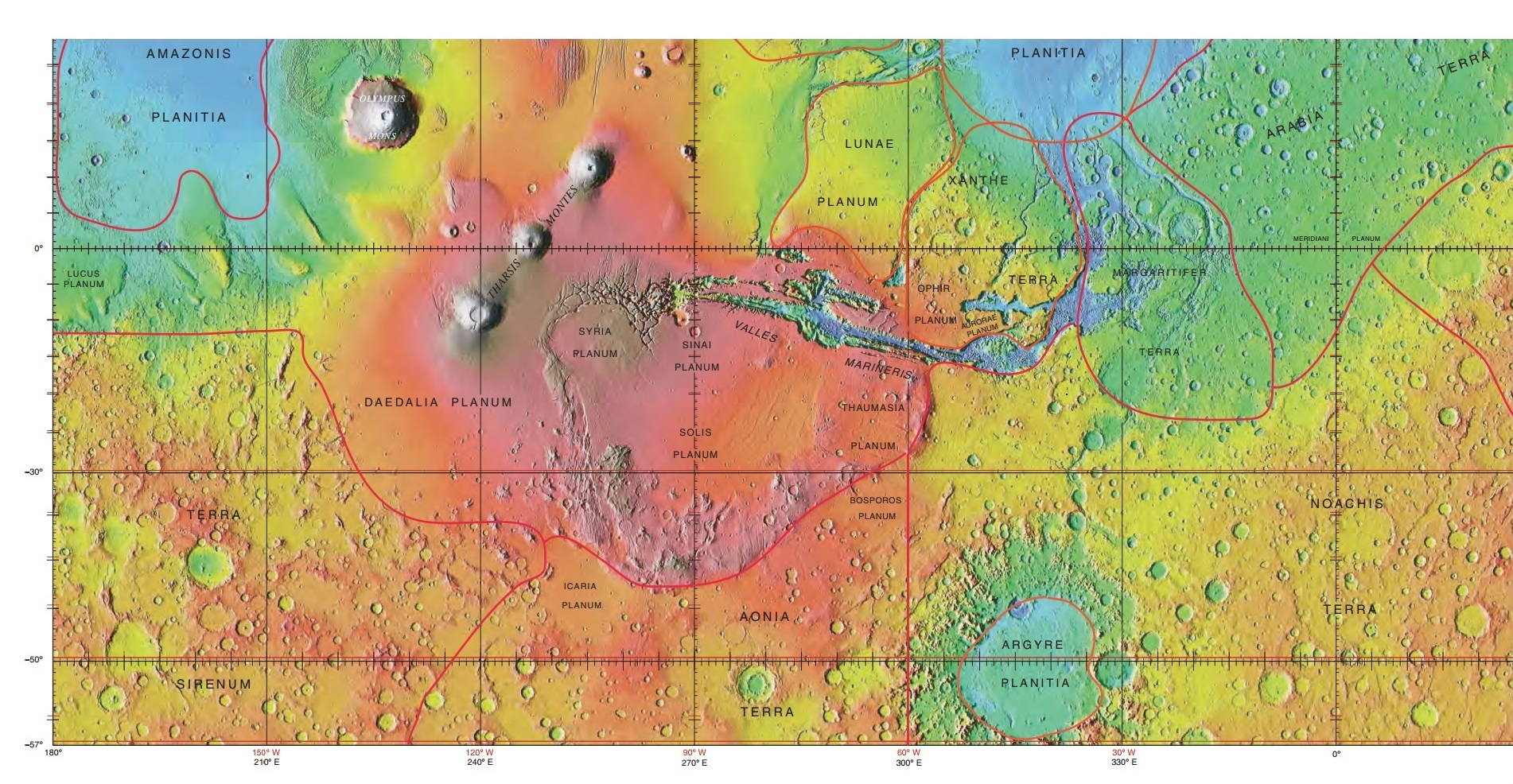
نقشه مرزهای سرزمین سیرنی و دیگر مناطق.

سرزمین سیرنی (انگلیسی: Terra Sirenum) یک منطقه بزرگ در نیمکره جنوبی سیاره مریخ (بهرام) است. این منطقه حول ۳۹.۷° جنوبی و ۱۵۰° غربی واقع شده و در پهن‌ترین محل خود ۳۹۰۰ کیلومتر عرض دارد. نام آن از موجودات افسانه‌ای به نام سیرن گرفته شده است.
این منطقه از عرض جغرافیایی ۱۰ تا ۷۰ جنوبی و طول جغرافیایی ۱۱۰ تا ۱۸۰ غربی را در بر می‌گیرد. سرزمین سیرنی یک منطقه مرتفع است با دهانه‌های برخوردی گسترده از جمله دهانه بزرگ نیوتن. 
باور بر این است که سرزمین سیرنی ددریاچه‌ای را دربر می‌گرفته که از طریق دره‌وار معادم تخلیه می‌شده است.